# Gustave Kahn
Gustave Kahn (Metz, 21 dicembre 1859 – Parigi, 5 settembre 1936) è stato uno scrittore, poeta e critico d'arte francese.
Ebbe un ruolo importante nell'ambito del movimento simbolista. È considerato l'inventore del vers libre, o verso libero.
Le sue principali pubblicazioni sono Les Palais nomades, 1887, Domaine de fée, 1895 e Le Livre d'images, 1897. Kahn ha dato un notevole contributo alla storia del movimento simbolista con il suo libro Symbolistes et décadents, 1902.
Kahn era un intellettuale che oltre alle sue poesie scriveva romanzi, opere teatrali e critica letteraria. Era la figura chiave di molti periodici come La Vogue (che pubblicò Dopo il diluvio di Arthur Rimbaud nel cinquantesimo numero), La Revue Indépendente, La Revue Blanche e Le Mercure de France. Fu anche un critico d'arte e collezionista che seguì lo sviluppo della pittura e della scultura fino alla sua morte. Si interessò anche di questioni pubbliche: anarchismo, femminismo, socialismo e sionismo.
Alcune sue poesie sono state musicate dal compositore Charles Loeffler.

## Opere di principale importanza
- Palais nomades (1887)
- Les Chansons d'amant (1891)
- Domaine de fée (1895)
- Le Roi fou (1896)
- La Pluie et le beau temps (1896)
- Limbes de lumières (1897)
- Le Livre d'images (1897)
- Premiers poèmes (1897)
- Le Conte de l'or et du silence (1898)
- Les Petites Ames pressées (1898)
- Le Cirque solaire (1898)
- Les Fleurs de la passion (1900)
- L'Adultère sentimental (1902)
- Symbolistes et décadents (1902)
- Odes de la "Raison" (1902 réédité aux Editions du Fourneau 1995)
- Contes hollandais (1903)
- La Femme dans la caricature française (1907)
- Contes hollandais (deuxième série) (1908)
- La Pépinière du Luxembourg (1923)
- L'Aube enamourée (1925)
- Mourle (1925)
- Silhouettes littéraires (1925)
- La Childebert (1926)
- Contes juifs (1926 réédité chez "Les Introuvables" 1977)
- Images bibliques (1929)
- Terre d'Israël (1933)